# INTOSAI
L'INTOSAI, sigla di International Organisation of Supreme Audit Institutions, è un'organizzazione internazionale che riunisce le istituzioni superiori di controllo, ossia le corti dei conti e gli organi analoghi dei vari stati.
Questa organizzazione ha elaborato una serie di standard internazionali per le istituzioni aderenti: gli International Standards of Supreme Audit Institutions (ISSAI).